# 內坑路
內坑路（Neikeng Rd.）是高雄市大寮區的東西向主要道路，本道路行經大寮區內坑、拷潭連結大寮市區。為台88線高架橋下平面側車道，編號市道188號。起端銜接六和路，末端於保福路口續接仁德路。其中市道188號則延續台88線高架橋下無路名經鳳林路與台88線大寮交流道路口、光明路口由大寮路接繼往東至屏東縣。是高雄市、屏東縣兩地之間往來重要的東西向快速公路橋下路段之一。

## 行經行政區域
- 大寮區

## 沿線設施
（由西至東）
- 台88線
- 大發聯結車訓練場
- 台亞石油明月潭加油站

## 外部連結
- 交通部公路總局 （页面存档备份，存于）
- 小港通大寮 高市十號路便民 （页面存档备份，存于）
- 持續建設大寮鳳山 拷潭公墓聯外道路通車 （页面存档备份，存于）